# Tournoi pré-olympique de la CONCACAF 2000
Navigation
Atlanta 1996 Athènes 2004
Le tournoi pré-olympique de la CONCACAF 2000 est la dixième édition du tournoi pré-olympique de la CONCACAF, qui met aux prises six sélections de football d'Amérique du Nord, d'Amérique centrale et des Caraïbes affiliées à la CONCACAF. La compétition se déroule aux États-Unis du 21 au 30 avril 2000.
Le Honduras remporte le tournoi pour la première fois et se qualifie pour les Jeux olympiques de Sydney tandis que les États-Unis s'assurent une douzième présence de leur histoire à l'épreuve olympique et la cinquième consécutive,.

## Lieu de la compétition
Toutes les rencontres sont jouées au Hersheypark Stadium de Hershey, en Pennsylvanie.
| \| Hershey \| |                     |
| \| Hershey \| | Hershey             |
| ------------- | ------------------- |
| \| Hershey \| | Hersheypark Stadium |
| \| Hershey \| | Capacité: 16 000    |
| \| Hershey \| |                     |
| \| Hershey \| | Hershey             |

## Nations participantes
En tant que pays hôte, les États-Unis sont directement qualifiés pour le tournoi. Toutes les autres sélections passent par les éliminatoires qui sont composés de trois tours. Vingt-quatre équipes participent à ces éliminatoires qui déterminent les cinq derniers qualifiés au tournoi.
| Zone  | Pays       | Qualification         | Participations | Meilleur résultat                      | Dernière participation | Participation aux Jeux olympiques (dernière participation) |
| ----- | ---------- | --------------------- | -------------- | -------------------------------------- | ---------------------- | ---------------------------------------------------------- |
| NAFU  | États-Unis | Pays hôte             | +6,            | Vainqueur (2) · 1988 et 1992           | 1992                   | +12, (1996)                                                |
| NAFU  | Canada     | Vainqueur du groupe A | +4,            | Finaliste (2) · 1984, 1996             | 1996                   | +3, (1984)                                                 |
| NAFU  | Mexique    | Vainqueur du groupe B | +7,            | Vainqueur (4) · 1964, 1972, 1976, 1996 | 1996                   | +8, (1996)                                                 |
| UNCAF | Panama     | Vainqueur du groupe C | +2,            | Quatrième (1) 1964                     | 1964                   | +0,                                                        |
| UNCAF | Guatemala  | Deuxième du groupe A  | +5,            | Vainqueur (1) 1968                     | 1988                   | +3, (1988)                                                 |
| UNCAF | Honduras   | Deuxième du groupe B  | +2,            | Quatrième (1) 1992                     | 1992                   | +0,                                                        |

## Compétition

### Règlement
Le règlement est celui de la FIFA relatif à cette compétition, des éliminatoires à la phase finale :
- une victoire compte pour 3 points ;
- un match nul compte pour 1 point ;
- une défaite compte pour 0 point.

Le classement des équipes est établi grâce aux critères suivants :
1. Plus grand nombre de points obtenus dans tous les matchs du groupe ;
2. Meilleure différence de buts dans tous les matchs du groupe ;
3. Plus grand nombre de points obtenus entre les équipes à égalité ;
4. Meilleure différence de buts dans tous les matchs du groupe entre les équipes à égalité ;
5. Plus grand nombre de buts marqués dans tous les matchs du groupe ;
6. Tirage au sort.

- Les deux premiers de chaque groupe sont qualifiés pour les demi-finales où le premier d'un groupe affronte le deuxième de l'autre.
- Les finalistes sont qualifiés pour les Jeux olympiques 2000.